# Dapanoptera hipmilta
Dapanoptera hipmilta là một loài ruồi trong họ Limoniidae. Chúng phân bố ở miền Australasia.